# Giorgio Bambini
Giorgio Bambini (Vezzano Ligure, 24 febbraio 1945 – La Spezia, 13 novembre 2015) è stato un pugile italiano, medaglia di bronzo, nei pesi massimi, ai Giochi olimpici di Città del Messico 1968.

## Carriera

### Da dilettante
Allievo di Tito Rodinetti, ha ottenuto notevoli successi soprattutto nella categoria dei dilettanti. Ha conquistato quattro volte il titolo italiano dei pesi massimi, battendo, nel 1965, 1966 e 1967, il bresciano Mario Baruzzi e, nel 1968, Aldo Piccinali, sempre ai punti. 
Ai Giochi del Mediterraneo 1967, disputati a Tunisi, vinse la medaglia d'oro, battendo in finale il greco Efstathios Alexopoulos. 
L'anno dopo, fu designato a rappresentare l'Italia, nei pesi massimi, ai Giochi Olimpici di Città del Messico, superando la concorrenza di Baruzzi che, nel frattempo, aveva vinto il campionato europeo del 1967.
In Messico, Bambini sconfisse ai punti al primo turno il tedesco occidentale Dieter Renz e successivamente il bulgaro Kiril Pandov, in entrambi i casi con verdetto unanime. In semifinale gli capitò uno dei più forti pugili di tutti i tempi, lo statunitense George Foreman.
Bambini combatté con giudizio sino all'inizio del terzo round quando Foreman lo atterrò con un poderoso colpo al corpo. L'italiano restò in ginocchio mentre il tecnico Natalino Rea gli faceva cenno di attendere almeno il conteggio di sei, prima di rialzarsi per riprendere il combattimento. Al conto di dieci era in piedi ma l'arbitro coreano ritenne che non fosse più in grado di continuare e lo invitò all'angolo dichiarandolo sconfitto per KO. Tuttavia ciò gli bastò per salire sul podio con al collo la medaglia di bronzo. 
Per tale comportamento, nei confronti di Bambini sorse l'ennesima polemica anche da parte dei vertici del CONI, non tenendo conto del valore assoluto dell'avversario da lui incontrato. In ogni caso, lo spezzino conquistò l'unica medaglia italiana nel pugilato in quella sfortunata edizione dei Giochi.

### Da professionista
Passato professionista dopo le Olimpiadi, Bambini ha chiuso imbattuto nel 1971 la sua breve carriera conseguendo 15 vittorie su altrettanti incontri disputati. Tra le sue vittime, il più volte sfidante al titolo italiano Benito Penna. Fu costretto al ritiro avendo subito il distacco della retina.

### Dopo il ritiro
Dopo il ritiro, Bambini è tornato alla professione di funzionario delle Poste che, sostanzialmente, non aveva mai abbandonato. Ha poi aperto a La Spezia il ristorante Mexico '68. È prematuramente scomparso a 71 anni. 
In suo onore è allestito ogni anno, a La Spezia, un memorial pugilistico.

## Palmarès
| Anno | Manifestazione  | Sede              | Evento       | Risultato | Note |
| ---- | --------------- | ----------------- | ------------ | --------- | ---- |
| 1968 | Giochi olimpici | Città del Messico | Pesi massimi | Bronzo    |      |